# Mississauga
Mississauga je sedmým největším městem Kanady a žije v něm přibližně 718 tisíc obyvatel. Nachází se v provincii Ontario u ústí řeky Credit do jezera Ontario. Název „Mississauga“ je algonkinského původu a znamená „severní řeka s mnoha ústími“.
Patří do oblasti nazývané Velké Toronto, kde žije více než 5 miliónů obyvatel. Město Mississauga je spojeno s městem Toronto na východě (oblast spravována de facto jako jedno město).

## Administrativní dělení

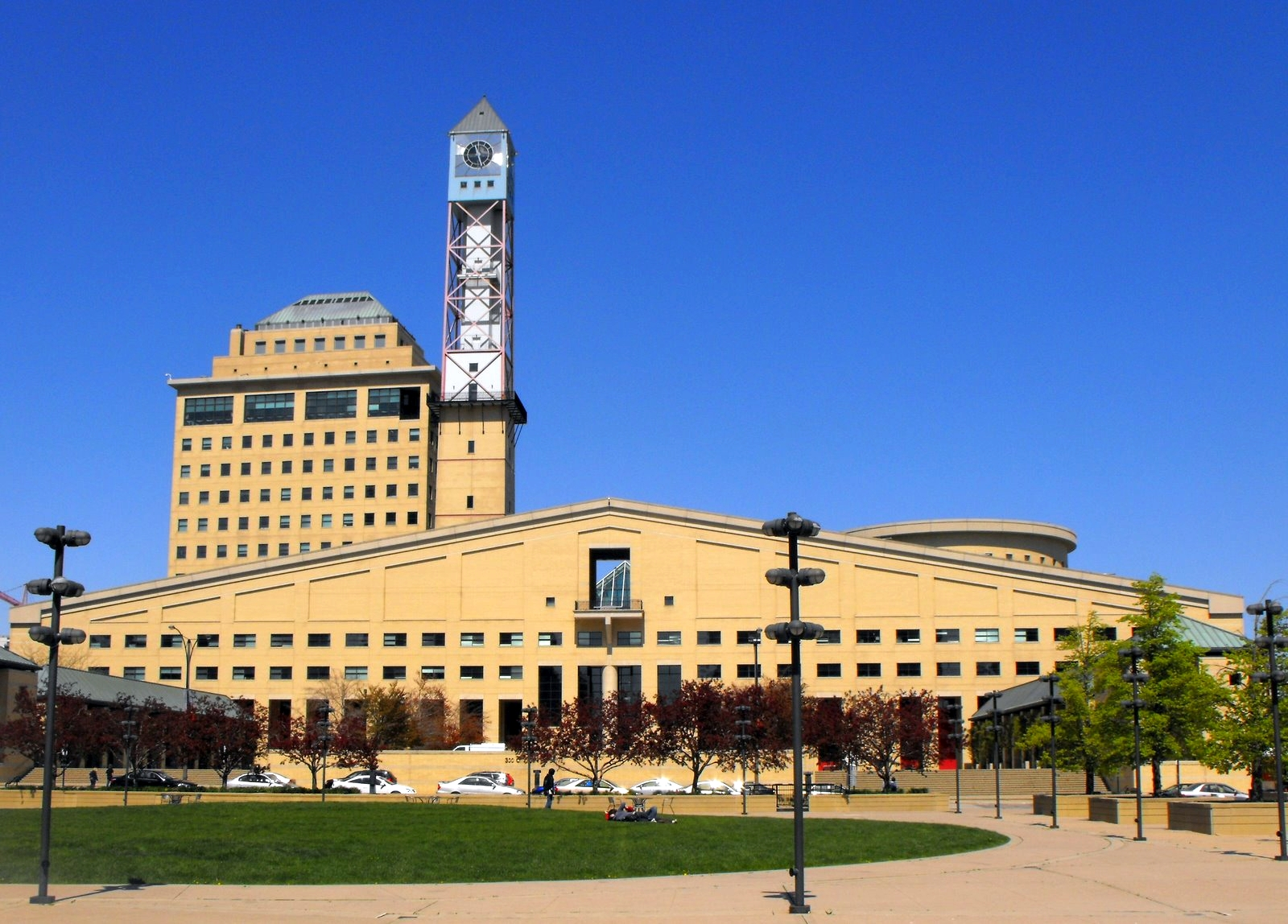
Civic Centre (radnice)

Město vzniklo spojením obcí Streetsville (nejstarší obec), Erindale (původně Springfield do roku 1890), Port Credit, vesnice Meadowvale, Cooksville, Clarkson, Lakeview, Dixie, Lorne Park, Sheridan a Summerville. Pro posledních pět obcí je někdy uváděno, že patří pod správu města Toronto.

## Průmysl
Lakeview, Dixie, Lorne Park, Sheridan a Summerville patří pod správu města Toronto. Sídlí v nich velké společnosti, pro které je Mississauga nejdůležitější pobočkou: Hewlett-Packard, Microsoft, PepsiCo, General Electric, GlaxoSmithKline, Honeywell, Heidelberger Druckmaschinen, Fujitsu, Siemens AG a Wal-Mart Canada. 

## Doprava
Nachází se zde největší kanadské letiště Pearson. Městem prochází největší dálnice Ontaria, dálnice 401 (Highway 401). Je nejen největší, ale také nejdůležitější dopravní tepnou pro jih Ontaria: spojuje všechna velká města na jihu a pokračuje do sousední provincie Québec. Má tedy i mezistátní význam. patří mezi nejrušnější a nejzatíženější dopravní úseky na světě.

## Obyvatelstvo
Od roku 2001 do roku 2006 byl zaznamenán růst obyvatel o 9,1 % ročně. Roku 2006 ve městě žilo 704 000 obyvatel, roku 2021 již 717 961. 
Pouze pro 59 % obyvatel Mississaugy je angličtina mateřským jazykem. Z velkého počtu přistěhovalců mluví čínsky 4,4 % a polsky 4,2 %, další srbsky nebo makedonsky. 
Podle náboženského vyznání jsouː katolíci 42,1 %, protestanti 21,8 %, muslimové 6,9 %, hinduisté 4,8 %, sikhové 3,8 %.
Srbové, Makedonci a Syřané si v letech 1979–2010 vybudovali vlastní kostely.

## Památky

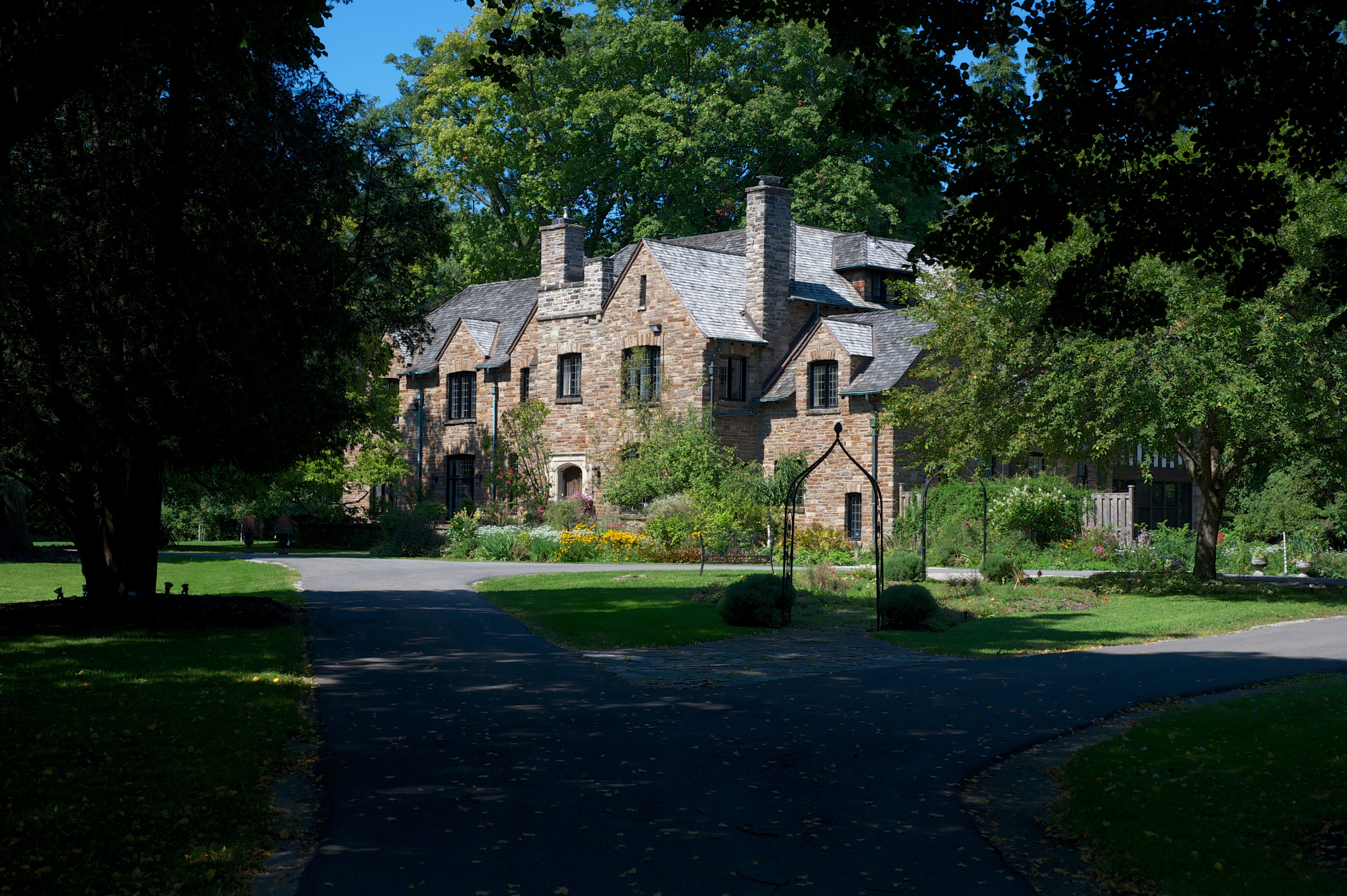
Lislehurst - univerzitní budova

- Lislehurst – nejstarší univerzitní budova
- Bradley Museum - Bradleův dům z roku 1835
- Britannia, kostel a hřbitov unitářů, založené roku 1843
- Presbyteriánský kostel sv. Ondřeje
- Credit Valley Railway Station (nádraží)

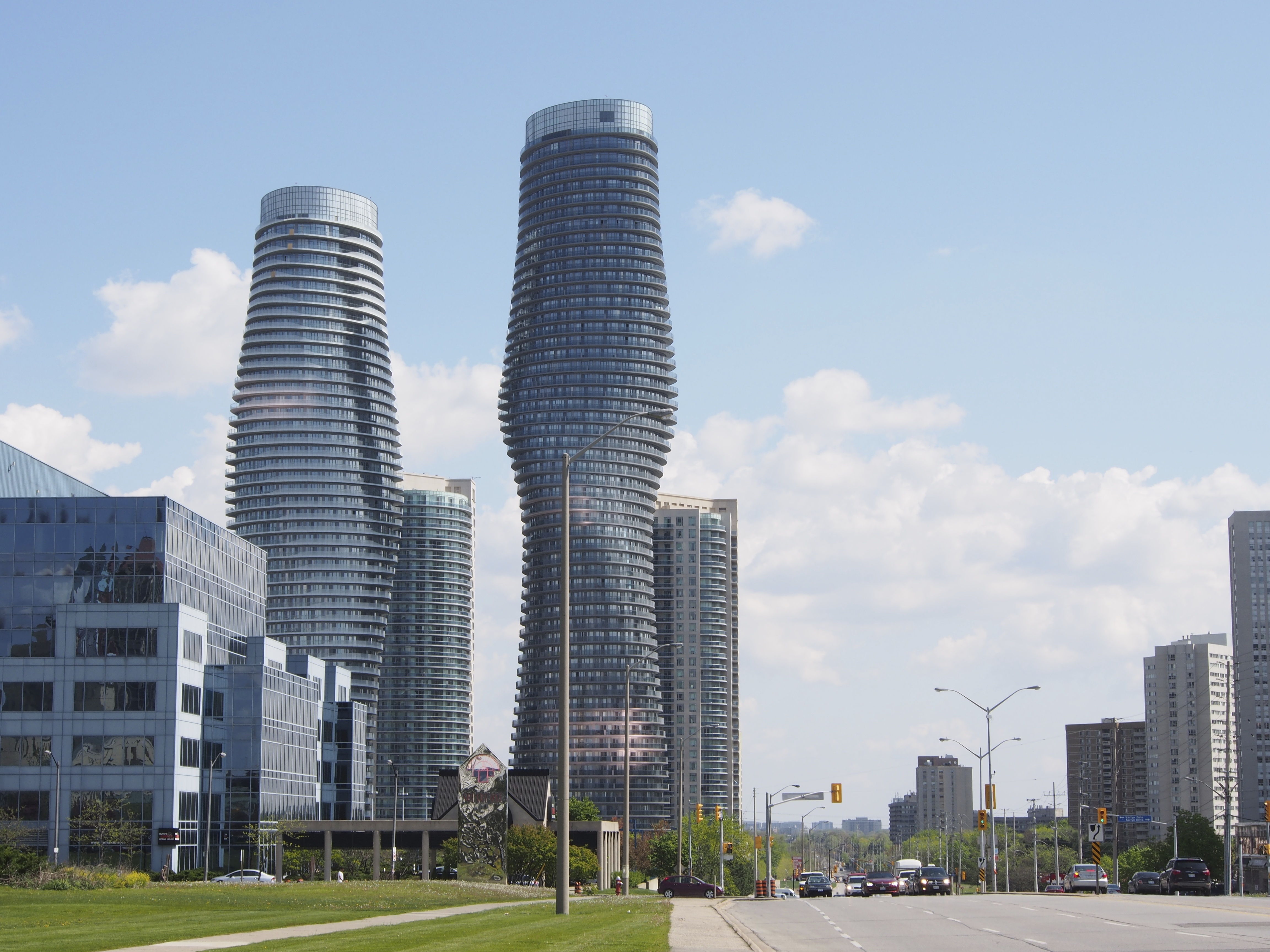
Absolute Towers

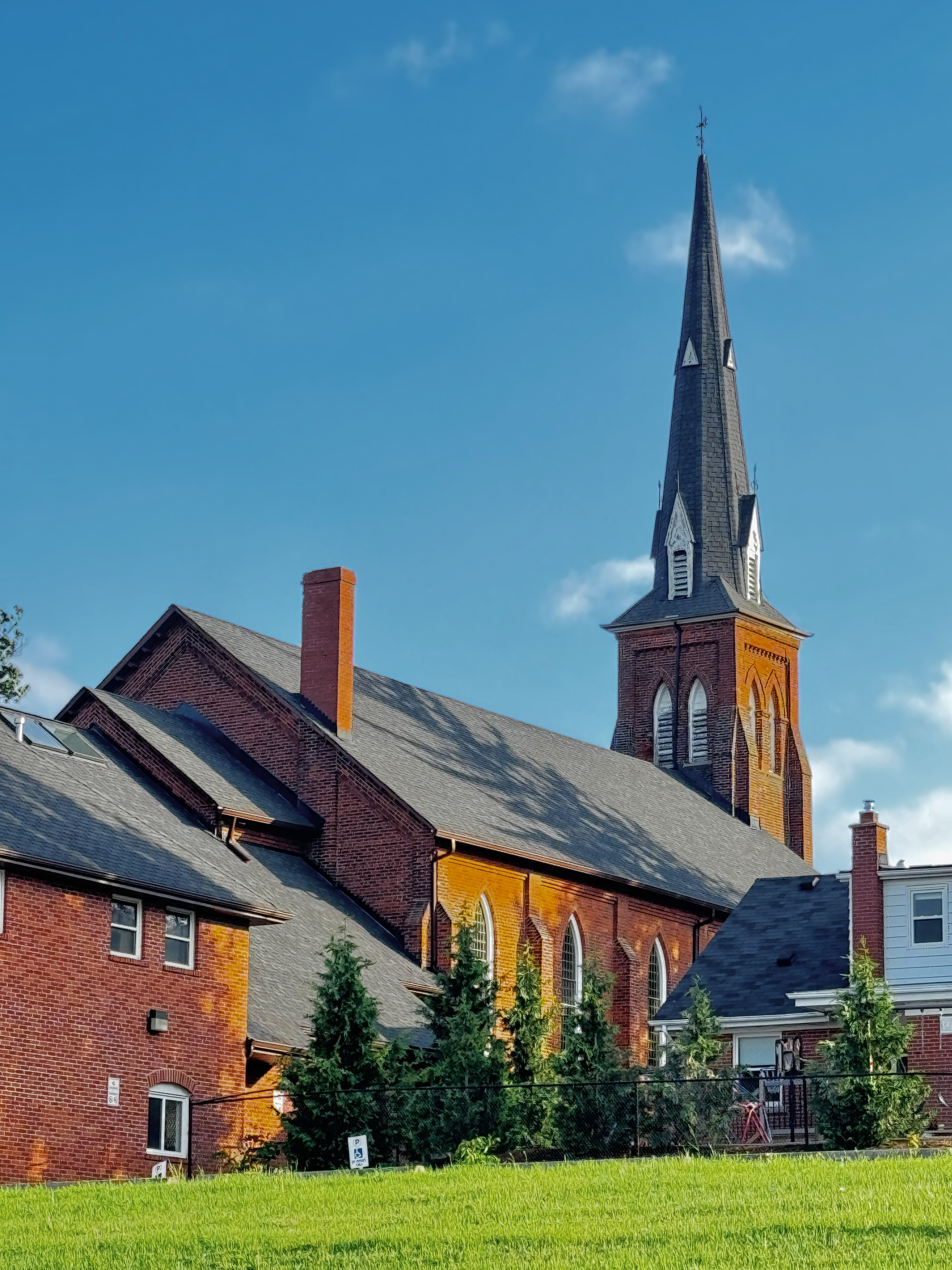
St. Andrew's, kostel presbyteriánů

## Vzdělání
Sídlí zde komplex výzkumných ústavů a spojené univerzity Toronto – Mississauga.

## Sport
- Ve městě působí mužský i ženský hokejový klub. Juniorský hokejový klub Mississauga IceDogs, klub Mississauga St. Michael’s Majors v roce 2012 nahradili junioři Mississauga Steelheads.

## Osobnosti
- Oscar Peterson (1925–2007), jazzový pianista
- Santino Marella (* 1974), wrestler
- John Tavares (* 1990), hokejový útočník
- Richard Harmon (* 1991), herec
- Vince Dunn (* 1996), hokejový obránce
- Dylan Strome (* 1997), hokejový útočník
- Bianca Andreescuová (* 2000), tenistka rumunského původu
- Marina Stakusicová (* 2004), tenistka

## Partnerská města
- Karija, Japonsko
- Tangerang, Indonésie